# Chorvatská kultura

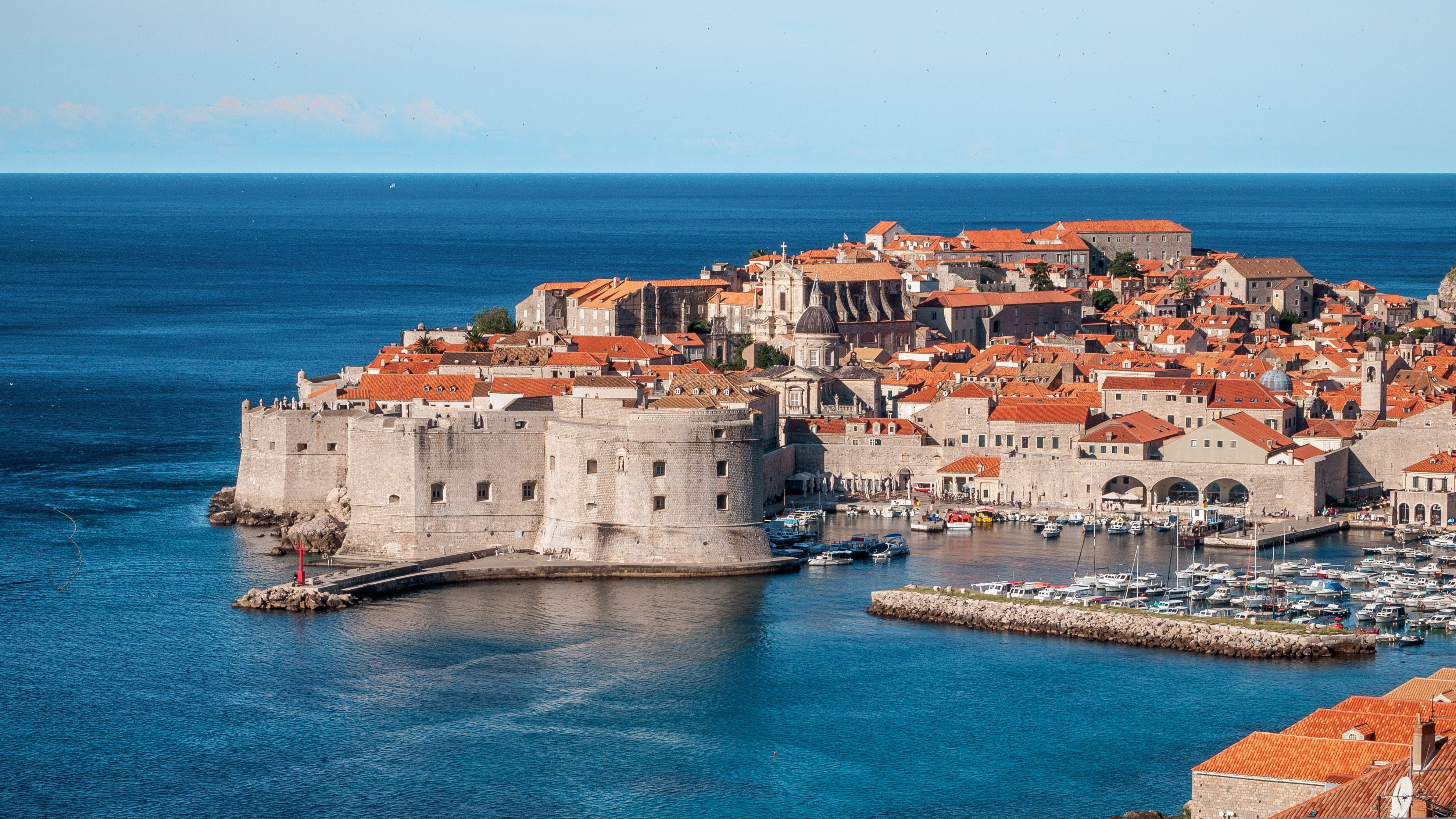
Architektura starobylého města v Dubrovníku, zapsáno na seznam Světového dědictví UNESCO.

Chorvatská kultura, nebo také kultura Chorvatska, je souhrnné označení všech kulturně-civilizačních projevů obyvatelstva na historickém území Chorvatska či Chorvatů doma i v zahraničí.

## Shrnutí
Po celou historii existence Chorvatska byla tamní kultura ovlivňována středoevropskými, středomořskými a balkánskými kulturami.   Jedinečnou kulturu a identitu Chorvatska lze vysledovat až do historického ilyrského období. Předpokládá se, že chorvatský jazyk vznikl v 6. nebo 7. století, přičemž psaný jazyk se vyskytuje v hlaholských textech od 11. století. 
Významným obdobím z hlediska chorvatské národní a kulturní emancipace bylo ilyrské hnutí v 19. století, kdy došlo k nebývalému rozvoji národního povědomí v oblasti umění a kultury s řadou významných osobností. Zajímavostí je vznik vázanky, části národního oděvu, předchůdce moderní kravaty. Výraz kravata pochází z výrazu Cravat - staršího označení pro členy chorvatského jezdectva v rámci císařské armády (srov. výraz Krabat).

## Historický přehled

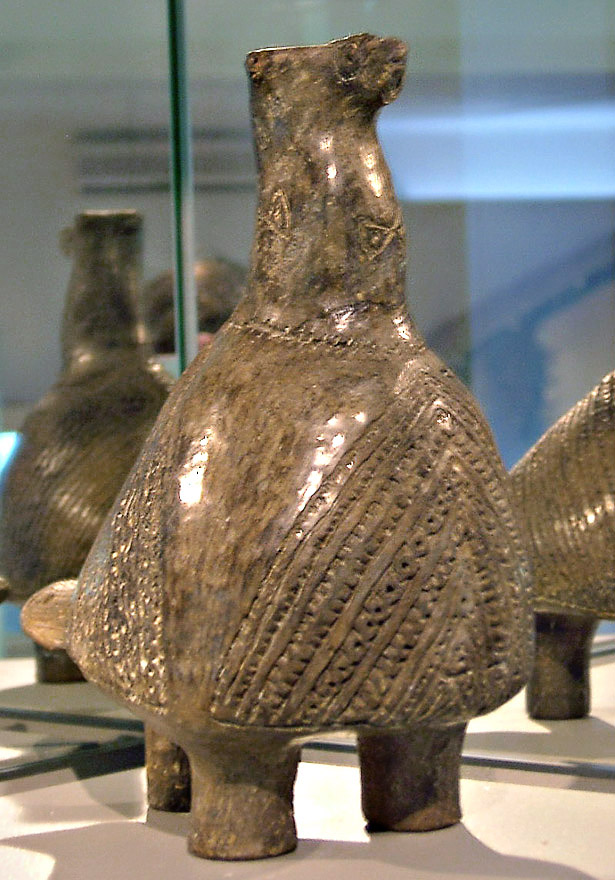
Vučedolská holubice - nejznámější kus vučedolské kultury z doby bronzové

### Prehistorické dědictví

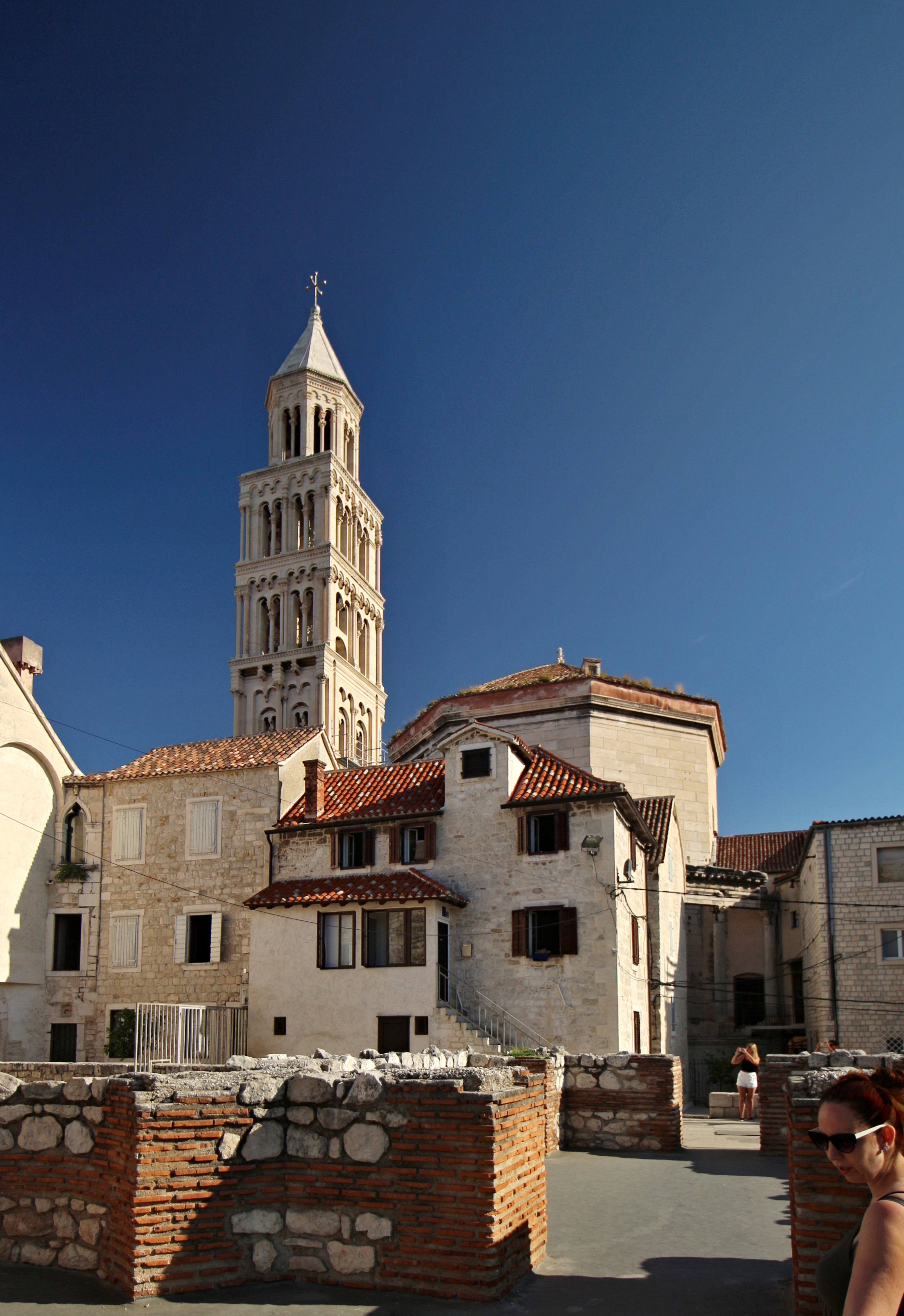
Katedrála sv. Domnia uprostřed zbytků Diokleciánova paláce

Pravěké památky jednoduchých kamenných nástrojů a kostěných předmětů nalezených na území Chorvatska pocházejí z doby paleolitu. Některé z nejstarších nálezů na archeologickém nalezišti v Krapině v oblasti Chorvatského Záhoří zahrnují 100 000 let staré kosti člověka neandrtálského.
Nejzajímavější nálezy z období eneolitu jsou z oblasti vučedolské kultury. Z ní se vyvinula vinkovská kultura doby bronzové (pojmenovaná podle města Vinkovci), chrakteristická bronzovými fibulemi, které nahrazovaly předměty jako jehly a knoflíky.
V 7. století před naším letopočtem se začala organizovat kultura Ilyrů doby bronzové, etnická skupina s odlišnou kulturou a uměleckou formou. Zachovaly se četné sochy, stejně jako zdi citadely Nezakcij poblíž Puly, jednoho z mnoha istrijských měst se stopami osídlení z doby železné.

### Starověké dědictví
V roce 390 př. n. l. během řecké kolonizace přišli ze Syrakus k pobřeží Jaderského moře Řekové a založili na ostrovech Vis, Hvar a Korčula své městské státy.
Zatímco na chorvatských ostrovech vzkvétaly řecké kolonie, ve vnitrozemí organizovali svá centra Ilyrové, kteří proti Řekům prováděli občasné výboje. Jejich umění ovšem bylo výrazně ovlivněno řeckou kulturou a některé prvky zcela přejímali. Jedním takovým příkladem byla královna Teuta z kmene Ardiaei, jejíž pirátské aktivity přitáhly pozornost Římanů na východní pobřeží Jaderského moře v roce 229 př. n. l. Po tomto počátečním kontaktu se Římu postupně do v 1. století podařilo podrobit si Ilyry a Velké Ilyrské povstání Ilyrsko-římské války. Poté byla tato území organizována do římských provincií Ilyricum a následně Dalmácie a Panonie, zatímco Ilyřané a další domorodé kmeny žijící v těchto oblastech se postupně romanizovali.
Římané zorganizovali celé pobřeží přeměnou pevností na městská sídla. Na Istrii, v Liburnii a Dalmácii vzniklo nejméně třicet měst s římským občanským společenstvím (civitas). Nejzachovalejší sítě římských ulic (systém cardo a decumanus) se dochovaly v Epetionu (Poreč) a Iaderu (Zadar). Nejzachovalejší římské památky jsou v Pule včetně amfiteátru (arény) z 2. století.
Největším městem Dalmácie ve 3. století n. l. s asi 40 000 obyvateli byla Salona. Nedaleko ní nechal kolem roku 300 n. l. císař Dioklecián, sám narozený v Saloně, postavit Diokleciánův palác, který je největší a nejvýznamnější památkou pozdně antické architektury na světě. Ve 4. století se Salona stala centrem křesťanství pro celý západní Balkán. V městě vznikal četné baziliky a nekropole a město dalo světu dokonce dva světce: Domnia (Duje/Dujama) a Anastasia (Staše). Diokleciánův palác se postupně stal základem dnešního města Split. Uvnitř hradeb paláce později vznikl křesťanský kostel, katedrála svatého Domnia, která je nejstarší dodnes funkční katedrálou na světě.
Jednou z mála dochovaných bazilik v západní části Evropě (s výjimkou byzantských bazilik v Ravenně) z doby rané Byzance je bazilika svatého Eufrazia v Poreči ze 6. století.